# Spilobotys stapialis
Spilobotys stapialis är en fjärilsart som beskrevs av M.Gaede 1914. Spilobotys stapialis ingår i släktet Spilobotys och familjen nattflyn. Inga underarter finns listade i Catalogue of Life.